# Église de l'Icône-de-la-Mère-de-Dieu de Saint-Pétersbourg
 (octobre 2024).
L'église de l'Icône-de-la-Mère-de-Dieu est une église orthodoxe située dans le District central à Saint-Pétersbourg. Elle fait partie de l'Église orthodoxe russe. Elle est classée Monument architectural d'importance fédérale.
Les services sont célébrés en géorgien et en slavon d'Église.

## Histoire

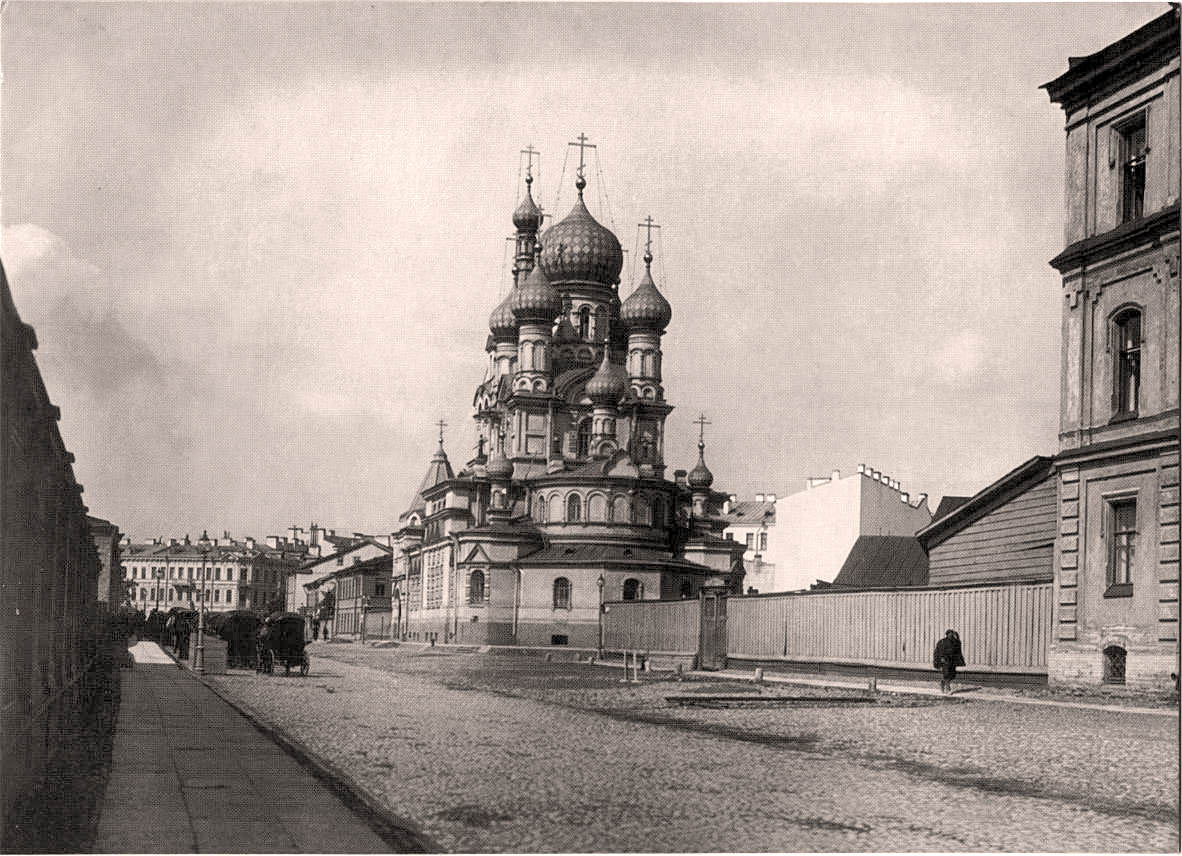
Église du début du XXe siècle

Le 28 décembre 1896, Jean de Cronstadt consacra la première pierre. La construction s'est déroulée de 1897 à 1900 selon les plans de l'architecte Nikolai Nikonov. L'église a été construite dans le style du XVIIe siècle à l'image des églises à dôme à bulbe de Moscou et de Iaroslavl.
Le 13 février 1900, le maître- autel fut consacré par l'évêque Nikon (Sofia) de Narva. Parmi ceux qui le servaient se trouvait Jean de Cronstadt. Le 18 juin, le hiéromoine Veniamin (Kazansky) a consacré la chapelle dédiée à Saint-Nicolas et à Marie-Madeleine.
Le 7 octobre 1901, l'archevêque de Tver et Kashinsky Dimitri (Sambikin) consacra la chapelle gauche au nom du bienheureux prince Alexandre Nevski, saint Innocent d'Irkoutsk,.
En 1904, dans la cour de l'édifice, une dépendance de quatre étages fut construite pour l'hospice et les sœurs, dont le nombre atteignit vingt-cinq au début de la Première Guerre mondiale.
Le 17 août 1932, l'église fut fermée et les bâtiments transférés au quartier général régional de la défense aérienne. Son aspect architectural a alors sensiblement changé et les coupoles ont été démolies.
Après la Seconde Guerre mondiale, les locaux ont été rénovés,,.
Par arrêté du maire Anatoli Sobtchak du 15 mars 1993, le contrat de location avec l'institut a été résilié et le temple a été transféré à la communauté géorgienne "Iveria", qui a restauré et ouvert une paroisse géorgienne.
L'aspect extérieur de l'église a été recréé presque à l'identique, les croix de cuivre étant installées au sommet au printemps 2000.
Le 23 novembre 2000, le temple supérieur fut consacré : la célébration a été programmée pour coïncider avec la fête en l'honneur du roi martyr géorgien Constantin et du grand martyr Georges.

## Liens
- Temple de l'icône Shestokovskaya de la Mère de Dieu (paroisse géorgienne). pravoslavie.ru, 03/04/2012.